# Andrew Ranger
Statistiques en NASCAR Cup Series
Dernière mise à jour : janvier 2021 
Andrew Ranger, né le 20 novembre 1986 à Roxton Pond au Québec, est un pilote automobile canadien.

## Biographie
Champion du Canada de karting Formule A en 2002, puis champion d'Amérique du Nord dans la série Fran-Am (Formule Renault) en 2003, Andrew Ranger accède en 2004 à la Formule Toyota Atlantique, l'antichambre du CART. Il termine la saison meilleur débutant de l'année, après avoir notamment décroché un podium dès sa toute première course dans la discipline.
En 2005, à seulement 18 ans, il accède au Champ Car, au sein de l'écurie Mi-Jack Conquest du Belge Éric Bachelart. Compte tenu du matériel dont il dispose, Ranger se met rapidement en évidence, en signant une deuxième place lors de l'épreuve de Monterrey, ce qui fait de lui le plus jeune pilote de l'histoire du CART/Champ Car à monter sur un podium. Même si sa deuxième partie de saison s'avère plus délicate (performances en baisse, accidents), il termine le championnat à la dixième place. Un résultat qu'il réédite en 2006, toujours chez Mi-Jack Conquest.
Sans budget pour poursuivre sa carrière en Champ Car, il se reconvertit à partir de 2007 dans les épreuves de stock-car. En 2007, il dispute la NASCAR Canadian Tire Series, la division canadienne de la NASCAR et remporte le championnat.
En 2010, il signe chez MDS Motorsport en Nascar K&N Pro dans la division Est pour faire les huit dernières courses de la saison commençant le 23 mai au Iowa Speedway. En plus des huit courses dans l'est, Andrew participera à deux courses dans la Nascar K&N Pro Series catégorie Ouest à Infineon Raceway et à Phoenix International Raceway. Il participera à quelques courses de Nascar Canadian Tire incluant Montreal, Trois-Rivières, St-Eustache et Toronto. Il sera aussi en Nascar Nationwide lors du Napa Piece d'Auto 200 le 29 août 2010 où il conduit la voiture #27.

## Galerie

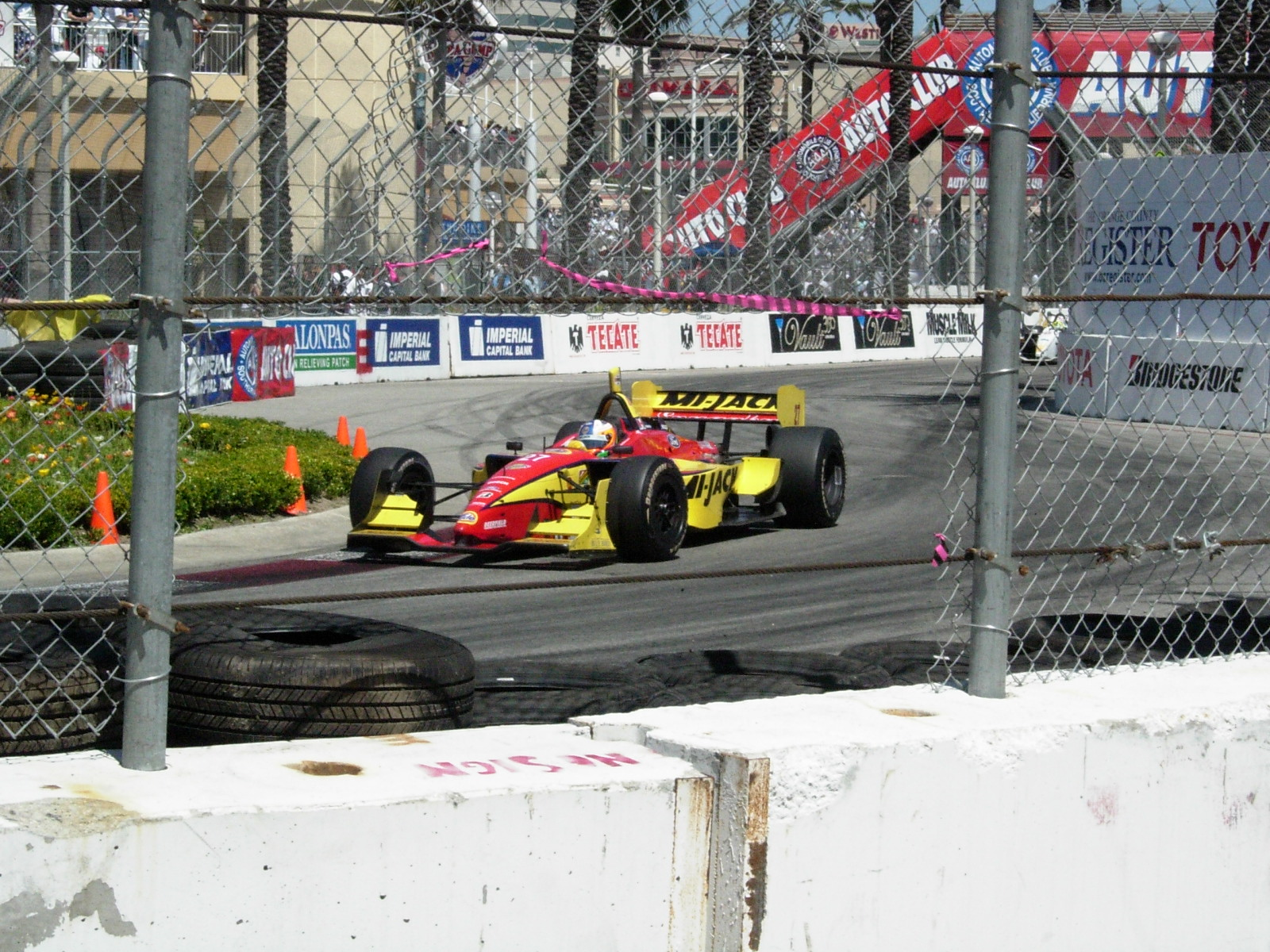
Long Beach GP
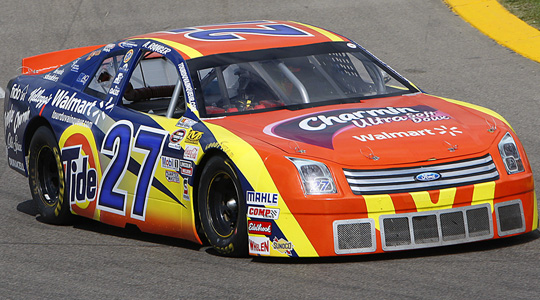
Au Circuit Gilles-Villeneuve en 2009
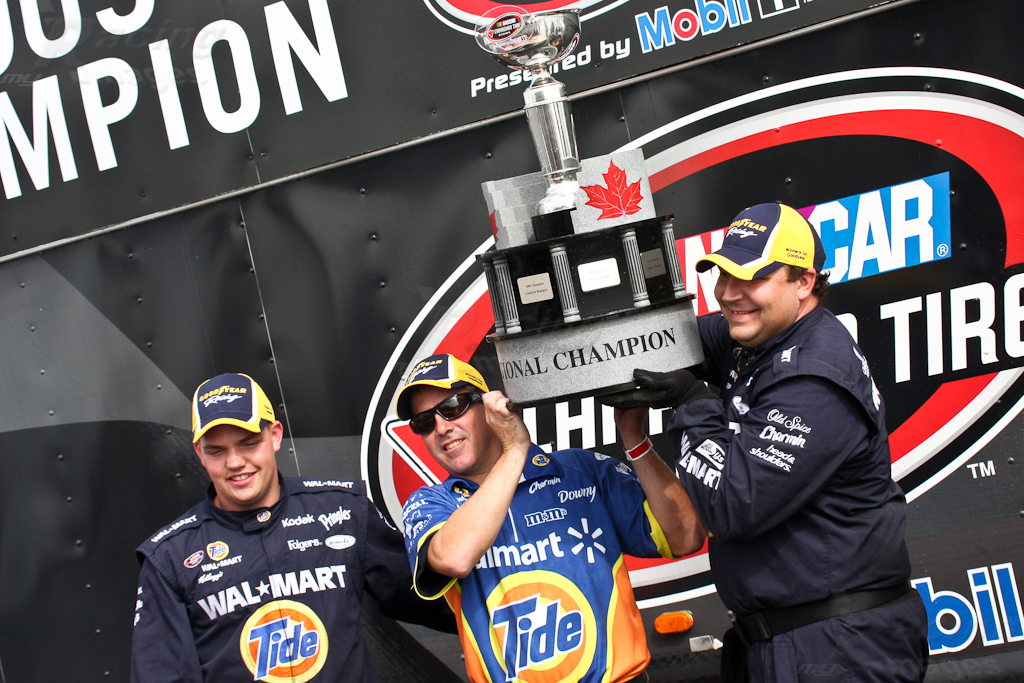
NASCAR Canadian Tire Series Champion 2009 Andrew Ranger Jacombs Racing
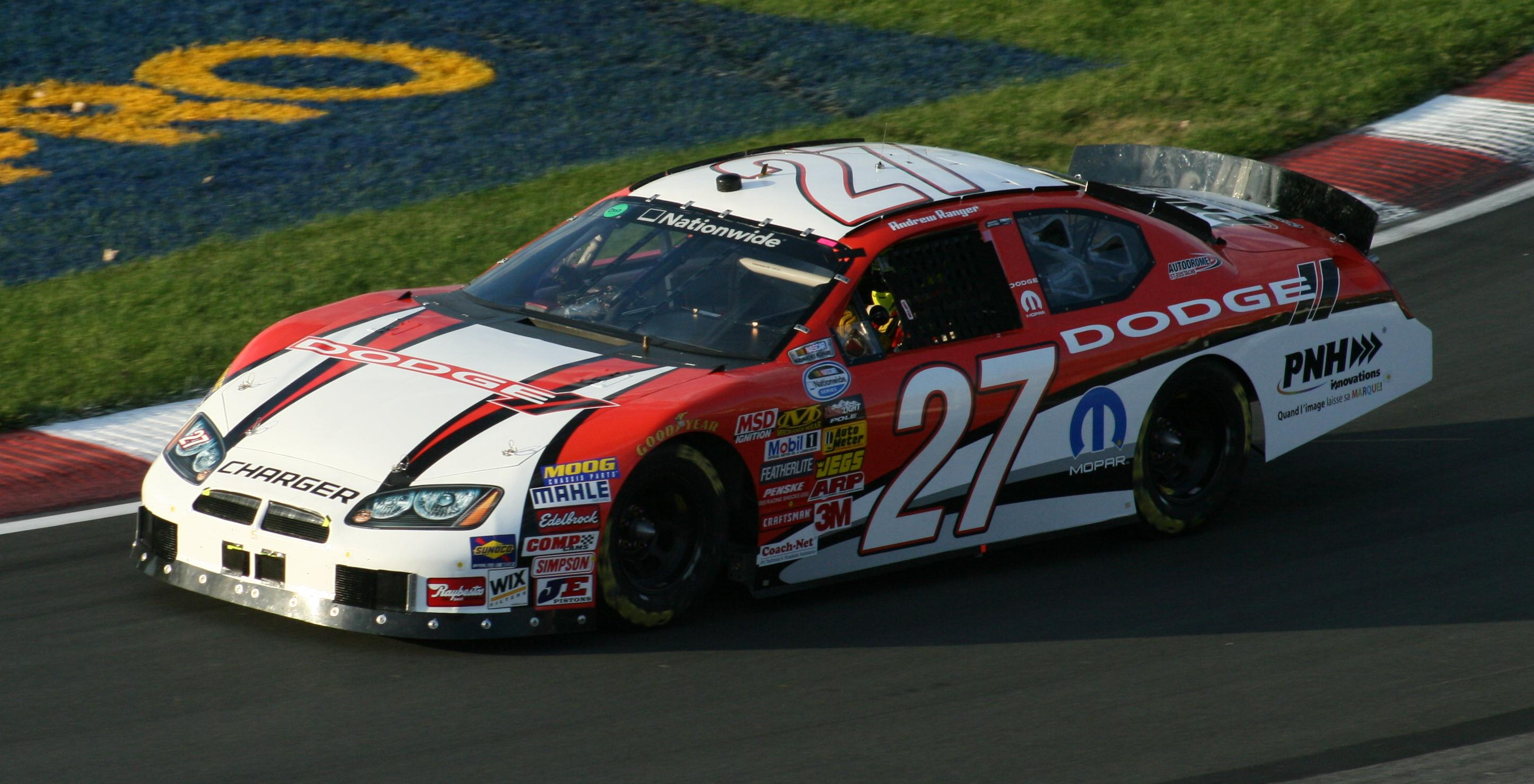
Andrew Ranger à Montréal en NASCAR Nationwide en 2010.
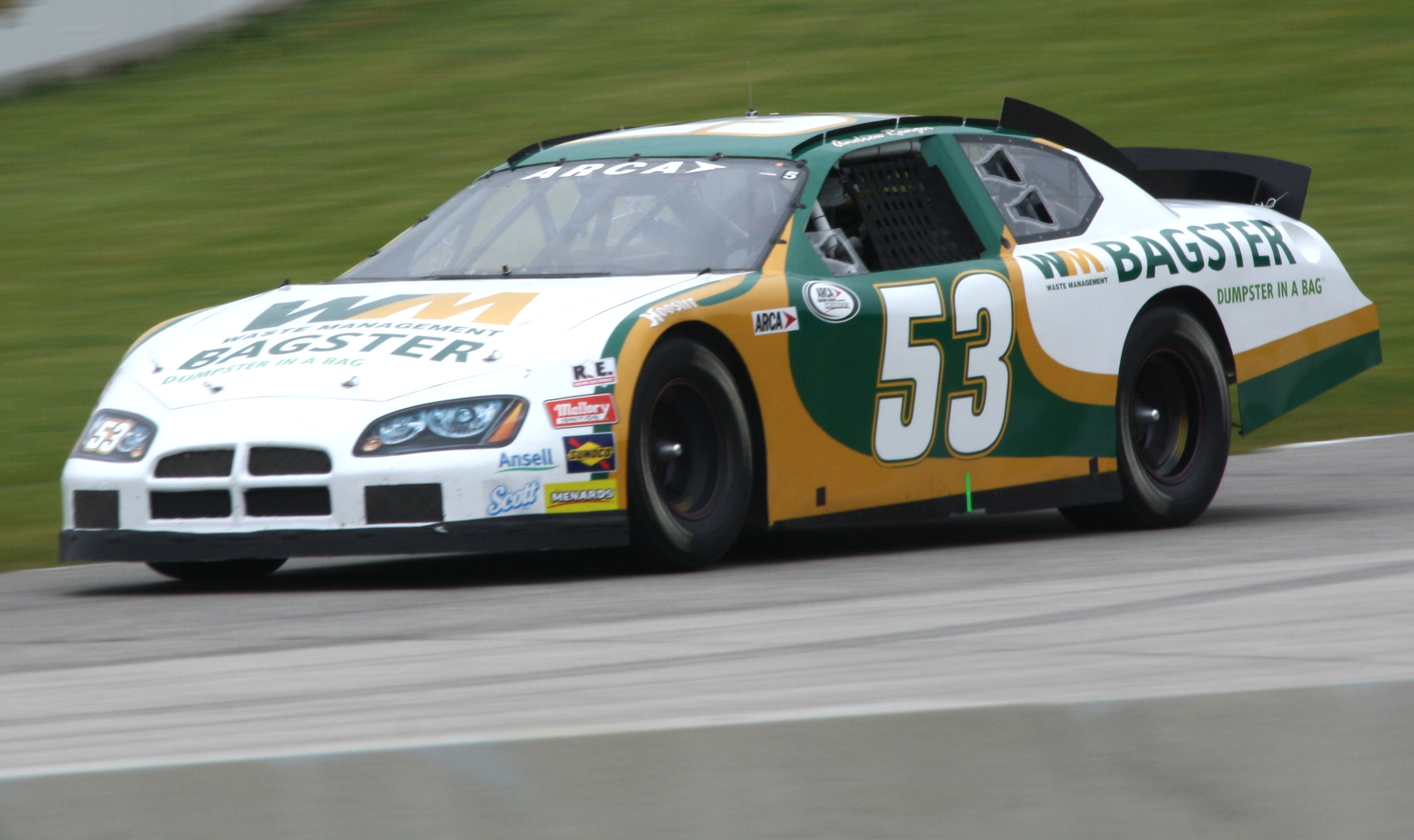
Série ARCA à Road America
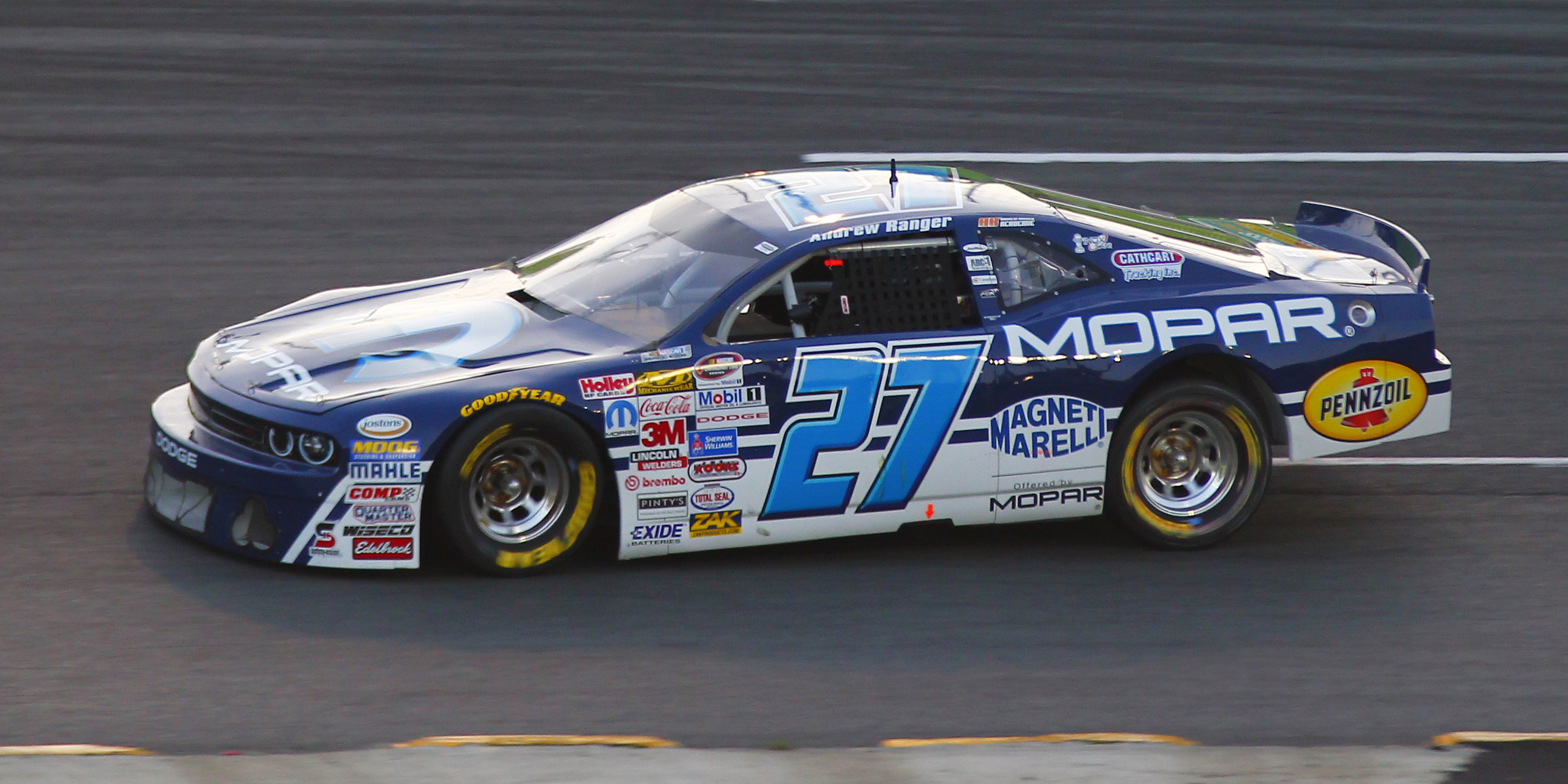
Autodrome Chaudière - Nascar Canadian Tire Series - 13 juin 2015 (Photo Paul-Émile Poulin-Jacques)

## Carrière
- 2002 : champion de karting Formule A canadien.
- 2003 : champion de Fran-Am Pro Nord-Américain.
- 2004 : Formule Toyota Atlantique Toyota (recrue de l'année)
- 2005 : Champ Car chez Mi-Jack Conquest (10e du championnat)
- 2006 : Champ Car chez Mi-Jack Conquest (10e du championnat)
- 2007 : Nascar Canadian Tire Series (champion)
- 2008 : Nascar Canadian Tire Series, Nascar Nationwide
- 2009 : Nascar Canadian Tire Series (champion), Nascar Nationwide
- 2010 : Nascar K&N Pro Series East et West, Nascar Canadian Tire Series, Nascar Nationwide
- 2011 : Nascar K&N Pro Series East et West, Série Arca, Nascar Canadian Tire Series, Nascar Nationwide, Nascar Série Sprint
- 2012 : Nascar Canadian Tire Series, Série Arca, Nascar Nationwide
- 2013 : Nascar Canadian Tire Series, Nascar K&N Pro Series East et West, Série Arca, Nascar Nationwide
- 2014 : Nascar Canadian Tire Series, Nascar K&N Pro Series East, Série Arca, Nascar Camping World Truck Series
- 2015 : Nascar Canadian Tire Series

## Palmarès
| Année | Départs | Pôles | Victoires | Podiums | Top 5 | Top 10 |
| ----- | ------- | ----- | --------- | ------- | ----- | ------ |
| 2003  | 13      | 4     | 5         | 9       | 0     | 0      |

| Année | Départs | Poles | Victoires | Podiums | Top 5 | Top 10 |
| ----- | ------- | ----- | --------- | ------- | ----- | ------ |
| 2004  | 12      | 0     | 0         | 6       | 9     | 10     |

| Année | Départs | Poles | Victoires | Podiums | Top 5 | Top 10 |
| ----- | ------- | ----- | --------- | ------- | ----- | ------ |
| 2005  | 13      | 0     | 0         | 1       | 1     | 6      |
| 2006  | 14      | 0     | 0         | 0       | 1     | 10     |
| TOTAL | 27      | 0     | 0         | 1       | 2     | 16     |

| Année | Départs | Poles | Victoires | Podiums | Top 5 | Top 10 |
| ----- | ------- | ----- | --------- | ------- | ----- | ------ |
| 2006  | 1       | 0     | 0         | 0       | 0     | 0      |

| Année | Départs | Poles | Victoires | Podiums | Top 5 | Top 10 |
| ----- | ------- | ----- | --------- | ------- | ----- | ------ |
| 2007  | 12      | 2     | 1         | 5       | 7     | 10     |
| 2008  | 12      | 1     | 2         | 4       | 5     | 9      |
| 2009  | 13      | 2     | 6         | 7       | 8     | 13     |
| 2010  | 5       | 4     | 3         | 4       | 4     | 5      |
| 2011  | 4       | 2     | 2         | 3       | 3     | 3      |
| 2012  | 12      | 0     | 2         | 5       | 7     | 10     |
| 2013  | 3       | 1     | 1         | 3       | 3     | 3      |
| 2014  | 11      | 3     | 2         | 3       | 5     | 6      |
| 2015  | 11      | 2     | 1         | 5       | 6     | 10     |
| 2016  | 12      | 2     | 2         | 4       | 5     | 9      |
| 2017  | 12      | 3     | 0         | 3       | 2     | 11     |
| 2018  | 13      | 1     | 2         | 6       | 5     | 8      |
| 2019  | 13      | 2     | 4         | 6       | 10    | 13     |
| 2021  | 10      | 2     | 2         | 6       | 7     | 7      |
| 2022  | 13      | 1     | 1         | 5       | 6     | 8      |
| 2023  | 14      | 0     | 0         | 1       | 3     | 6      |
| TOTAL | 170     | 28    | 31        | 70      | 89    | 131    |

| Année | Départs | Poles | Victoires | Podiums | Top 5 | Top 10 |
| ----- | ------- | ----- | --------- | ------- | ----- | ------ |
| 2008  | 1       | 0     | 0         | 0       | 0     | 0      |

| Année | Départs | Poles | Victoires | Podiums | Top 5 | Top 10 |
| ----- | ------- | ----- | --------- | ------- | ----- | ------ |
| 2008  | 5       | 0     | 0         | 0       | 0     | 0      |
| 2009  | 1       | 0     | 0         | 1       | 1     | 1      |
| 2010  | 1       | 0     | 0         | 0       | 0     | 0      |
| 2011  | 5       | 0     | 0         | 0       | 0     | 1      |
| 2012  | 2       | 0     | 0         | 0       | 0     | 0      |
| 2013  | 3       | 0     | 0         | 0       | 0     | 0      |
| TOTAL | 17      | 0     | 0         | 1       | 1     | 2      |

| Année | Départs | Poles | Victoires | Podiums | Top 5 | Top 10 |
| ----- | ------- | ----- | --------- | ------- | ----- | ------ |
| 2010  | 7       | 1     | 1         | 1       | 2     | 4      |
| 2011  | 4       | 0     | 0         | 0       | 0     | 0      |
| 2013  | 2       | 0     | 0         | 0       | 1     | 1      |
| 2014  | 1       | 0     | 0         | 1       | 1     | 1      |
| TOTAL | 14      | 1     | 1         | 2       | 4     | 6      |

| Année | Départs | Poles | Victoires | Podiums | Top 5 | Top 10 |
| ----- | ------- | ----- | --------- | ------- | ----- | ------ |
| 2010  | 2       | 0     | 1         | 1       | 1     | 1      |
| 2011  | 3       | 1     | 0         | 0       | 0     | 1      |
| 2013  | 2       | 1     | 1         | 1       | 1     | 2      |
| TOTAL | 7       | 2     | 2         | 2       | 2     | 3      |

| Année | Départs | Poles | Victoires | Podiums | Top 5 | Top 10 |
| ----- | ------- | ----- | --------- | ------- | ----- | ------ |
| 2011  | 1       | 0     | 0         | 0       | 0     | 0      |

| Année | Départs | Poles | Victoires | Podiums | Top 5 | Top 10 |
| ----- | ------- | ----- | --------- | ------- | ----- | ------ |
| 2014  | 1       | 0     | 0         | 0       | 1     | 1      |

| Année | Départs | Poles | Victoires | Podiums | Top 5 | Top 10 |
| ----- | ------- | ----- | --------- | ------- | ----- | ------ |
| 2011  | 3       | 1     | 1         | 1       | 3     | 3      |
| 2012  | 1       | 0     | 1         | 1       | 1     | 1      |
| 2013  | 2       | 2     | 1         | 2       | 2     | 2      |
| 2014  | 1       | 1     | 1         | 1       | 1     | 1      |
| TOTAL | 7       | 4     | 4         | 5       | 7     | 7      |